# 淺井カヨ
淺井 カヨ（あさい かよ、1976年1月16日 - ）は、日本の著作家。日本モダンガール協會代表。モダンガールの装いや大正から昭和初期の暮らしを実践している。夫は音楽史研究家の郡修彦。

## 経歴
自称・大正65年（本来は昭和51年）名古屋市生まれ。愛知県立芸術大学美術学部デザイン・工芸科デザイン専攻卒業。
大学時代に蕗谷虹児と高畠華宵が描いたモガの絵に感銘を受ける。
2004年、大正時代風の格好をして参加するイベントに参加し、モダンガールの世界へと進む転機となる。
2007年、日本モダンガール協會設立。
2016年、音楽史研究家の郡修彦と結婚。
同年秋、大正末期から昭和初期の洋館付き住宅を模した自宅『小平新文化住宅』が完成。生活用品も黒電話や氷式の冷蔵庫などを取り入れている。

## ライフスタイル

### 小平新文化住宅
自宅である小平新文化住宅では母屋の壁面を下見板張にしており、自宅の周囲を四ツ目垣で囲い、木の窓枠を使用している。外観だけではなく、室内には人研ぎ流しや竿縁天井を用い、壁のほとんどが漆喰で仕上げ大正末期から昭和初期の洋館付き住宅の再現を行っている。
また、一階の洋館は母屋より張り出させて別棟のように見えるように設計され、二階の洋室の出窓は昭和4年に建築された東京都国立市の旧高田邸から譲り受けたものである。
夫の郡の仕事部屋は、空調を管理する必要があるためエアコンがあるが、その他の部屋では火鉢や石油ストーブ、扇風機だけで過ごしている。黒電話や蓄音機、氷式の冷蔵庫を使用し、淺井は手洗いで洗濯を行い、郡は二層式洗濯機を使用しているという。料理に関しても、大正末期から昭和初期に発行された雑誌を見ながら作ることもあり、七輪で魚を焼いたり、火鉢に鉄瓶を置きお茶を沸かすなどしている。

### 日々の暮らし
骨董市などで当時のモガの洋服を購入しているが、希少な物であり資料として残していくためにも着潰すことができないという。その為、当時の資料をもとに、現代の生地から当時に近いものを選び、新たに仕立てもらっている。こういった衣装をドラマや映画の撮影に貸し出すことも行っている。
携帯電話やスマートフォンは所持していなかったが、2021年1月24日にスマートフォン(iPhone)を購入したことをTwitterで報告した。執筆活動や調べ物するためにパソコンも所持している。しかし、自宅の雰囲気に合わないため、パソコンに革製のカバーを掛けたり、褐色のプリンターを使用するなどして自宅の雰囲気に合わせている。

## 著書
- 2014年『東京府のマボロシ　失われた文化、味わい、価値観の再発見』（社会評論社、共著）
- 2016年『モダンガールのスヽメ』（原書房）